# Desa Cihanjawar (administrativ by i Indonesien, lat -6,74, long 107,55)
Desa Cihanjawar är en administrativ by i Indonesien.   Den ligger i provinsen Jawa Barat, i den västra delen av landet, 100 km sydost om huvudstaden Jakarta.